# ボブ・アームストロング
"バレット" ボブ・アームストロング（"Bullet" Bob Armstrong、本名：Joseph Melton James、1939年10月3日 - 2020年8月27日）は、アメリカ合衆国のプロレスラー。ジョージア州マリエッタ出身。
ジョージア・ジョー・クラッカー（Georgia Jaw Cracker）の異名を持つベビーフェイスとして、現役選手時代は地元のジョージアやアラバマなどのディープサウスを主戦場に活動した。
息子のスコット、ブラッド、スティーブ、ブライアンもプロレスラーである。

## 来歴
アメリカ海兵隊では韓国に駐留し、除隊後は消防隊員を経て、1960年代中盤にプロレスラーとしてデビュー。ボブ・アームストロング（Bob Armstrong）をリングネームにベビーフェイスのポジションで活動し、1967年にNWAの新人賞を受賞、1968年8月には日本プロレスに初来日、ヘイスタック・カルホーンやルーク・グラハムと組んでのタッグマッチでジャイアント馬場とも対戦した。
アメリカでは地元のNWAジョージア地区を主戦場に、1970年11月24日にポール・デマルコと組んでスカンドル・アクバ&バディ・コルトからメイコン・タッグ王座を奪取、タイトル初戴冠を果たした。コルトとはメイコン・ヘビー級王座やジョージア版の南部ヘビー級王座も争っている。以降もジョージアでは、後にアラバマでも活動を共にするロバート・フラーをパートナーに、ボビー・ダンカン&スタン・バション、テリー・ガービン&ロニー・ガービン、トール・タナカ＆ジ・アサシンなどのチームを破りジョージア・タッグ王座を再三獲得した。
1972年3月、ジム・ドランゴ（Jim Durango）の変名で新日本プロレスの旗揚げシリーズに来日。特別参加のカール・ゴッチに次ぐ外国人エース格として、 3月6日に大田区体育館で行われた旗揚げ第1戦では「弟」という設定のジョン・ドランゴ（ダレル・コクラン）と組み、セミファイナルで豊登&山本小鉄と対戦。シリーズ中はアントニオ猪木とのシングルマッチも2度行われた。アームストロングとコクランはジョージア地区でもタッグを組んでおり、名前を変える必要のないネームバリューを持っていたが、NWAに加盟していない新日本プロレスに同じリングネームのまま参戦してしまっては、自身のNWAでの今後のビジネスに支障をきたすという危惧があったため、変名を用いたとされる。
1970年代中盤からはテネシー州メンフィスのNWAミッドアメリカ地区にも進出、1975年9月29日にモンゴリアン・ストンパーから南部ヘビー級王座を、10月13日にはハーリー・レイスからミッドアメリカ・ヘビー級王座をそれぞれ奪取した。メンフィスでは1977年にも、ジェリー・ローラーを相手に南部ヘビー級王座を争っている。
1970年代後半より、ロン・フラーが主宰していたアラバマのSECW（サウスイースタン・チャンピオンシップ・レスリング）に定着、1978年にデビッド・シュルツに勝利して南部版NWAサウスイースタン・ヘビー級王座の初代チャンピオンとなる。以降1985年にかけて、スターリング・ゴールデン、ジョー・ルダック、オースチン・アイドルらを破り、アラバマ地区のフラッグシップ・タイトルである同王座を南部版と北部版（統一版）を合わせ通算9回獲得した。その間、1981年にミスター・サイトーとデニス・コンドリーを下してNWAアラバマ・ヘビー級王座にも2回戴冠している。1983年12月16日には、バーミングハムにてリック・フレアーのNWA世界ヘビー級王座に挑戦した。
アラバマではSECWの後継団体CCW（コンチネンタル・チャンピオンシップ・レスリング）およびCWF（コンチネンタル・レスリング・フェデレーション）へも参戦。ザ・バレット（The Bullet）なる覆面レスラーへの変身や、息子のブラッドやスティーブとのタッグチームなどで活躍し、CWFが活動を停止する1980年代末まで出場を続けた。
引退後は2004年より、ジョージア、アラバマ、テネシーなど、かつて主戦場としていた南部のインディー団体やリユニオン・イベントへのスポット出場を開始。2005年からはB・G・ジェームズこと息子ブライアンのセコンド役としてTNAに登場、2006年4月23日のPPV『ロックダウン』ではコナンとアームレスリングで対決し、2008年2月10日の "Against All Odds" ではブライアンとのコンビでA・J・スタイルズ&トムコのTNA世界タッグ王座に挑戦した。
2011年、プロレス界における功績をたたえ、WWE殿堂に迎えられた。
2020年8月27日、WWE公式サイトより死去が公表された。80歳没。

## 得意技
- ジョージア・ジョー・ブレーカー
- スピニング・フルネルソン（開発者とされる[2]）
- アトミック・ドロップ
- スリーパー・ホールド
- バックハンド・チョップ
- スクールボーイ

## 獲得タイトル
チャンピオンシップ・レスリング・フロム・フロリダ
- NWA南部ヘビー級王座（フロリダ版）：2回[21]

ミッドサウス・スポーツ / ジョージア・チャンピオンシップ・レスリング
- NWAコロンバス・ヘビー級王座：4回[22]
- NWAコロンバス・タッグ王座：1回（w / ロバート・フラー）[23]
- NWAジョージア・タッグ王座：4回（w / ロバート・フラー）[10]
- NWAジョージアTV王座：2回 [24]
- NWAメイコン・ヘビー級王座：3回[8]
- NWAメイコン・タッグ王座：6回（w / ポール・デマルコ、エル・モンゴル、ビル・ドロモ×3、アルゼンチン・アポロ）[7]
- NWAナショナル・タッグ王座：1回（w / ブラッド・アームストロング） [25]
- NWA南部ヘビー級王座（ジョージア版）：1回[9]
- NWAサウスイースタン・タッグ王座（ジョージア版）：4回（w / エル・モンゴル、ビル・ドロモ、ロベルト・ソト×2）[26]

NWAミッドアメリカ
- NWAミッドアメリカ・ヘビー級王座：2回[16]
- NWA南部ヘビー級王座（メンフィス版）：3回[15]

サウスイースタン・チャンピオンシップ・レスリング
- NWAアラバマ・ヘビー級王座：3回[19]
- NWAコンチネンタル・ヘビー級王座：3回[27]
- NWAサウスイースタン・ヘビー級王座：8回[18]
- NWAサウスイースタン・ヘビー級王座（南部版）：1回[17]
- NWAサウスイースタン・タッグ王座：8回（w / ケン・ルーカス、ロバート・フラー×2、ジョー・ルダック×2、スティーブ・アームストロング、ブラッド・アームストロング×2）[28]
- NWAサウスイースタン・タッグ王座（南部版）：1回（w / ロバート・フラー）
- NWAサウスイースタンTV王座（南部版）：1回
- NWA6人タッグ王座（サウスイースタン版）：1回（w / ブラッド・アームストロング&スティーブ・アームストロング）
- CWFタッグ王座：1回（w / ブラッド・アームストロング）[29]

ワールド・レスリング・エンターテインメント
- WWE殿堂：2011年度[1]